# LINEの答えあわせ〜男と女の勘違い〜
『LINEの答えあわせ〜男と女の勘違い〜』（ラインのこたえあわせ おとことおんなのかんちがい）は、日本と中国の合同プロジェクトで制作され、読売テレビほかで2020年2月2日から4月5日まで放送された。またTSUTAYAプレミアム・TSUTAYA TVおよび中国・bilibiliにて2020年2月1日から4月4日まで土曜日の21時に日中同時配信されたテレビドラマ。古川雄輝主演。
東京カレンダーの公式サイト「東京カレンダーWEB」内で2017年4月から10月まで連載され2018年2月に『LINEの答えあわせ 男と女の勘違い』として書籍化もされた、LINEでのやりとりに潜む男女の心理を綴った人気エッセイ「LINEの答えあわせ」を原作に、東京の「一日料理教室」で出会った男女7人が繰り広げるLINEにまつわる恋愛模様を男性・女性それぞれの視点で描いて恋愛成功へのヒントを指南する「恋愛実践トレーニングドラマ」。
LINEマンガにて蜆ツバサにより漫画化され、配信・放送開始に先立ち2020年1月17日から電子コミックサービスで配信されている。

## 製作
古川雄輝を主演とするテレビドラマが日中合同プロジェクトとして始動することが2019年9月13日に発表。

## キャスト

### 主要人物
安井司（やすい つかさ）〈32〉
演 - 古川雄輝
ITベンチャー 取締役社長
新見恵理乃（にいみ えりの）〈30〉
演 - 大西礼芳
アパレル企業・プレス職
藤城幸也（ふじしろ ゆきや）〈27〉
演 - 黒羽麻璃央
外資系商社マン
吉川沙羅（よしかわ さら）〈23〉
演 - 筧美和子
モデル
岩佐晃（いわさ あきら）〈40〉
演 - 和田正人
オーナーシェフ
徳川良正（とくがわ よしまさ）〈45〉
演 - 眞島秀和
恋愛小説家
笹川佳奈子（ささがわ かなこ）〈45〉
演 - 坂井真紀
Jテレドラマ部プロデューサー

### その他
- 牧田 - 長村航希
- エリカ - 鈴木ゆうか
- 竹内一平 - 大迫一平
- エビージョ - 茜子
- 大崎 - 黒田大輔
- 井上 - 川野直輝
- 浅田 - 岩井拳士朗
- 編集長 - 大家由祐子
- 和美 - 川村紗也
- 木村 - 小林竜樹
- 高山朝泰 - 長谷川朝晴
- ナツコ - 荻野友里
- 細井 - アベラヒデノブ
- 監督 - 西原誠吾
- マル - 諏訪雅
- 清美 - 米田弥央

## スタッフ
- 原作 -  東京カレンダー『LINEの答えあわせ』
- 脚本 - 岸本鮎佳、モラル
- 監督 - 瀧悠輔、金井純一、吉田和弘、針生悠伺
- 音楽 - 岡出莉菜
- 撮影 - 坂本将俊
- 編集 - 小柴理恵
- プロデューサー - 多賀規恵、村上公一
- チーフプロデューサー - 佐々木加奈
- 主題歌 - the engy 「Driver」（ビクターエンタテインメント）[5]
- 制作 - ROBOT
- 製作著作 -2020「LINEの答えあわせ」製作委員会

## 放送・配信日程
| 各話   | 放送日        | 配信日        | サブタイトル                 | 脚本     | 監督     |
| ------ | ------------- | ------------- | ---------------------------- | -------- | -------- |
| 第1話  | 2020年2月02日 | 2020年2月01日 | 既読スルーは突然に…          | 岸本鮎佳 | 瀧悠輔   |
| 第2話  | 2月09日       | 2月08日       | 「俺通信」に気をつけろ!      | 岸本鮎佳 | 瀧悠輔   |
| 第3話  | 2月16日       | 2月15日       | 「回り道LINE」の行方         | モラル   | 金井純一 |
| 第4話  | 2月23日       | 2月22日       | 登場!「じらしテク」女        | モラル   | 瀧悠輔   |
| 第5話  | 3月01日       | 2月29日       | 「いい店LINE」の落とし穴     | 岸本鮎佳 | 金井純一 |
| 第6話  | 3月08日       | 3月07日       | 「元気?LINE」の真実          | 岸本鮎佳 | 金井純一 |
| 第7話  | 3月15日       | 3月14日       | 「また今度」っていつ?        | 岸本鮎佳 | 吉田和弘 |
| 第8話  | 3月22日       | 3月21日       | 圏外男の逆転LINE             | 岸本鮎佳 | 金井純一 |
| 第9話  | 3月29日       | 3月28日       | まさかの「察してスタンプ男」 | 岸本鮎佳 | 瀧悠輔   |
| 第10話 | 4月05日       | 4月04日       | LINEのヴァイヴス             | 岸本鮎佳 | 瀧悠輔   |

## 放送局
| 放送期間                | 放送時間            | 放送局             | 対象地域   | 備考   |
| ----------------------- | ------------------- | ------------------ | ---------- | ------ |
| 2020年2月2日 - 4月5日   | 毎週日曜 深夜0:58 - | 読売テレビ         | 近畿広域圏 | 制作局 |
| 2020年2月4日 -          | 毎週火曜 夜11:00 -  | テレビ神奈川       | 神奈川県   |        |
| 2020年2月5日 -          | 毎週水曜 深夜1:29 - | くまもと県民テレビ | 熊本県     |        |
|                         | 毎週水曜 深夜1:59 - | 中京テレビ         | 中京広域圏 |        |
| 2020年2月8日 -          | 毎週土曜 深夜1:59 - | ミヤギテレビ       | 宮城県     |        |
|                         | 毎週土曜 深夜2:14 - | 広島テレビ         | 広島県     |        |
| 2020年2月9日 -          | 毎週日曜 深夜2:00 - | 福岡放送           | 福岡県     |        |
| 2020年2月10日 - 4月27日 | 毎週月曜 深夜1:25 - | 秋田放送           | 秋田県     |        |
| 2020年2月10日 -         | 毎週月曜 深夜1:25 - | 長崎国際テレビ     | 長崎県     |        |
| 2020年2月11日 -         | 毎週火曜 深夜1:59 - | 静岡第一テレビ     | 静岡県     |        |
| 2020年2月18日 -         | 毎週火曜 深夜1:00 - | 宮崎放送           | 宮崎県     |        |
| 2020年3月12日 -         | 毎週木曜 1:29 -     | 福島中央テレビ     | 福島県     |        |
| 2020年3月15日 -         | 毎週日曜 23:00 -    | テレビ埼玉         | 埼玉県     |        |
| 2020年3月30日 -         | 月曜 - 金曜 13:00 - | 群馬テレビ         | 群馬県     |        |
| 2020年4月8日 - 6月10日  | 毎週水曜 0:59 -     | テレビ新潟         | 新潟県     |        |

## 漫画
また、2月1日からの放送・配信開始を前に、蜆ツバサにより漫画化され、電子コミックサービス『LINEマンガ』で2020年1月17日から毎週金曜日の0時に配信。
LINEマンガ編集部が手がけるオリジナル作品において、ドラマ作品のコミカライズ連載とドラマ放送が同時展開をするのは初となる。マンガ版では、放送・配信に先駆けて1話の一部を先出し配信。さらに、マンガ版限定の第0話も配信。
- ドラマ「LINEの答えあわせ〜男と女の勘違い〜」（原作）・蜆ツバサ（漫画）『LINEの答えあわせ〜男と女の勘違い〜』LINE Digital Frontier〈LINEコミックス〉、既刊3巻（2021年6月15日現在）
  1. 2020年2月15日発売、ISBN 978-4-86697-022-6
  2. 2020年8月12日発売、ISBN 978-4-86697-081-3
  3. 2021年6月15日発売、ISBN 978-4-86697-186-5